# Kamianets-Podilski
Kamianets-Podilski (en ucraniano: Кам’янець-Подільський, romanización: Kam’yanets’-Podil’s’kyi) es una ciudad localizada en las márgenes del río Smótrich, un afluente del Dniéster, al oeste de Ucrania. Antiguo centro administrativo del óblast de Jmelnitsky, la ciudad es hoy el centro administrativo del raión (distrito) de Kamianets-Podilski dentro del óblast de Jmelnitski, después de que el centro administrativo del óblast fuera transferido de Kamianets-Podilski a la ciudad de Jmelnitsky en 1941.
Su población estimada es de cerca de 110.000 habitantes (en 2024).

## Nomenclatura
La primera palabra del nombre de la ciudad deriva del vocablo kamiñ (en ucraniano: камiнь) o kamen, significando "piedra" o "roca" en antiguo eslavo oriental. La segunda palabra se refiere a la región histórica de Podolia (en ucraniano: Поділля, transliterado Podilliya) de la cual Kamianets-Podilski es considerada la capital histórica. El nombre se escribe y pronuncia similarmente en diferentes idiomas: en polaco: Kamieniec Podolski, en turco: Kamaniçe, en ruso: Каменец-Подольский, transliterado en Kamenéts-Podolski, en latín: Camenecium, y en yidis: קאַמענעץ
En español se escribe Kamenets-Podolsk.

## Historia

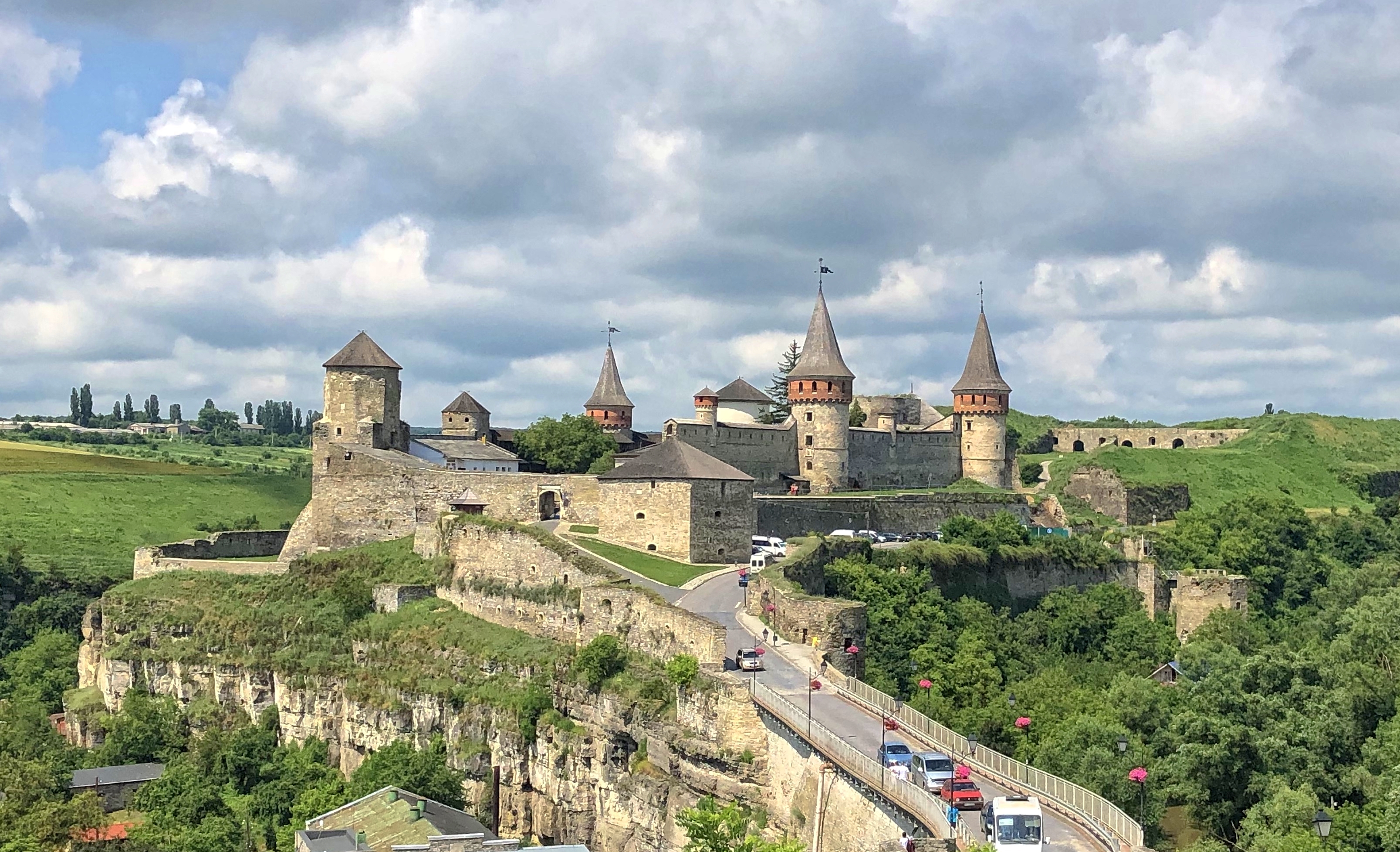
Vista de la fortaleza de Kamianets-Podilski

La ciudad fue mencionada por vez primera en 1062 como localidad de la Rus de Kiev. En 1241 fue saqueada y destruida por los invasores tártaros y mongoles. En 1352 fue anexada por el rey Casimiro III de Polonia y se hizo capital del voivodato de Podolia, así como sede de la administración civil y militar. 

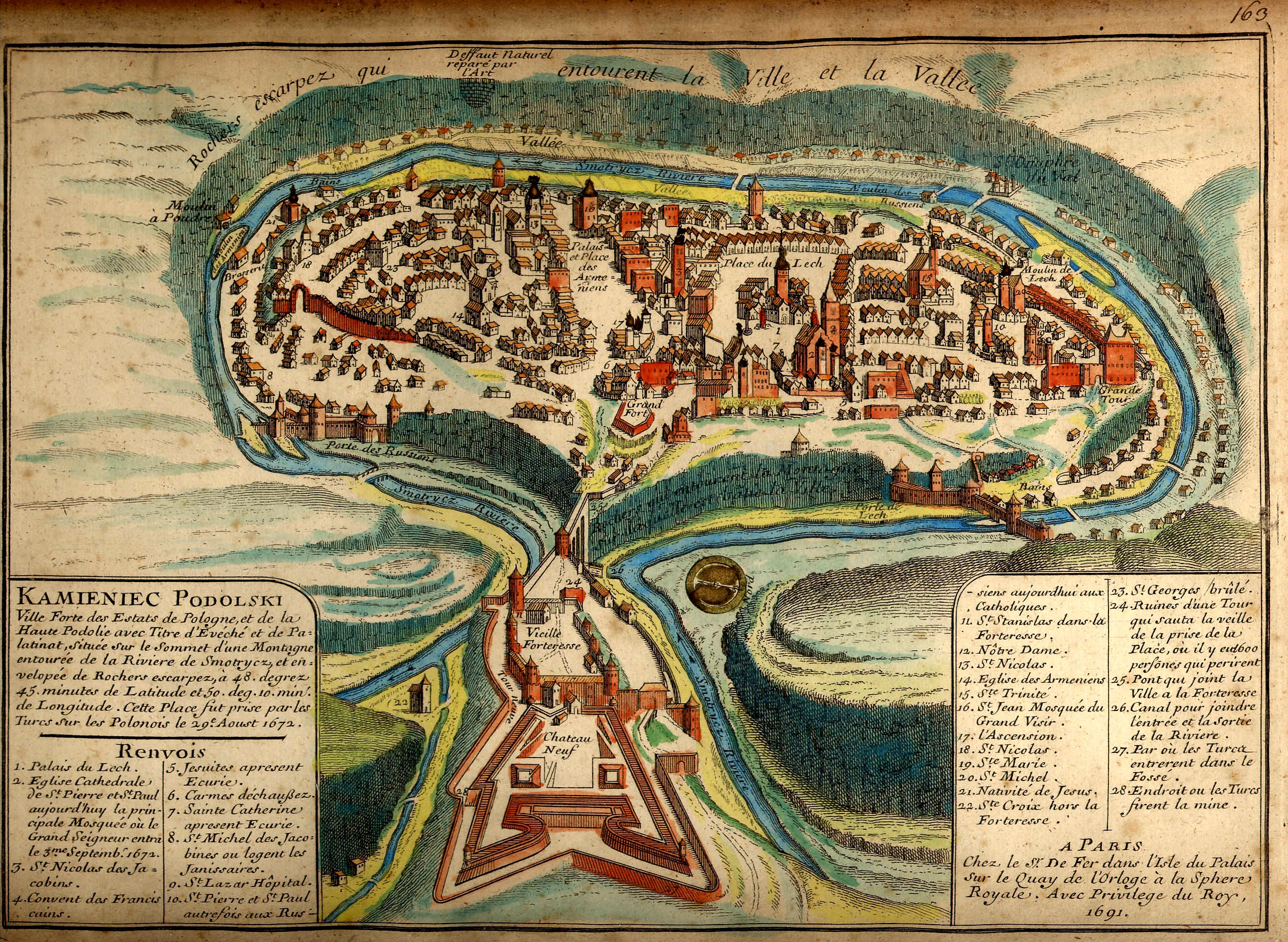
Mapa del de la ciudad antigua y el castillo

El antiguo castillo fue reconstruido y ampliado por los reyes polacos para defender el sudeste del Reino de Polonia y la República de las Dos Naciones contra ataques de otomanos, tártaros, rumanos y moldavos. Tras el Tratado de Buczacz en 1672, la localidad se incorporó al Imperio otomano como capital de un eyalato local, aunque los alrededores de la ciudad siguieron como territorio polaco, y allí el rey Juan III Sobieski hizo construir una fortaleza en Okopy, la llamada Trinchera de la Santísima Trinidad. En 1699 la ciudad fue devuelta a la República de las Dos Naciones como consecuencia de la Paz de Karlowitz, mientras que la fortaleza siguió ampliándose continuamente hasta ser considerada la más sólida de Polonia-Lituania. De hecho, las ruinas de la fortificación conservan aún las balas de hierro de los cañones incrustados en sus muros debido a los cercos soportados. 
Tras la segunda partición de Polonia en 1793, la ciudad pasa al Imperio ruso como capital de la gobernación de Podolia (Podólskaya Gubérniya). Una torre de la fortaleza sirvió a principios del siglo XIX como prisión del campesino rebelde Ustym Karmeliuk, que consiguió escapar de ella tres veces.
A raíz de la Revolución de Octubre de 1917, la ciudad quedó incorporada brevemente a la República Popular Ucraniana y terminó integrada en la República Socialista Soviética de Ucrania en 1919. Durante la guerra polaco-soviética (1919-1921), la ciudad fue tomada por las tropas polacas y luego devuelta a los soviéticos por el Tratado de Riga de 1921. A partir de esa fecha, la ciudad se integró plenamente en la Ucrania Soviética. 

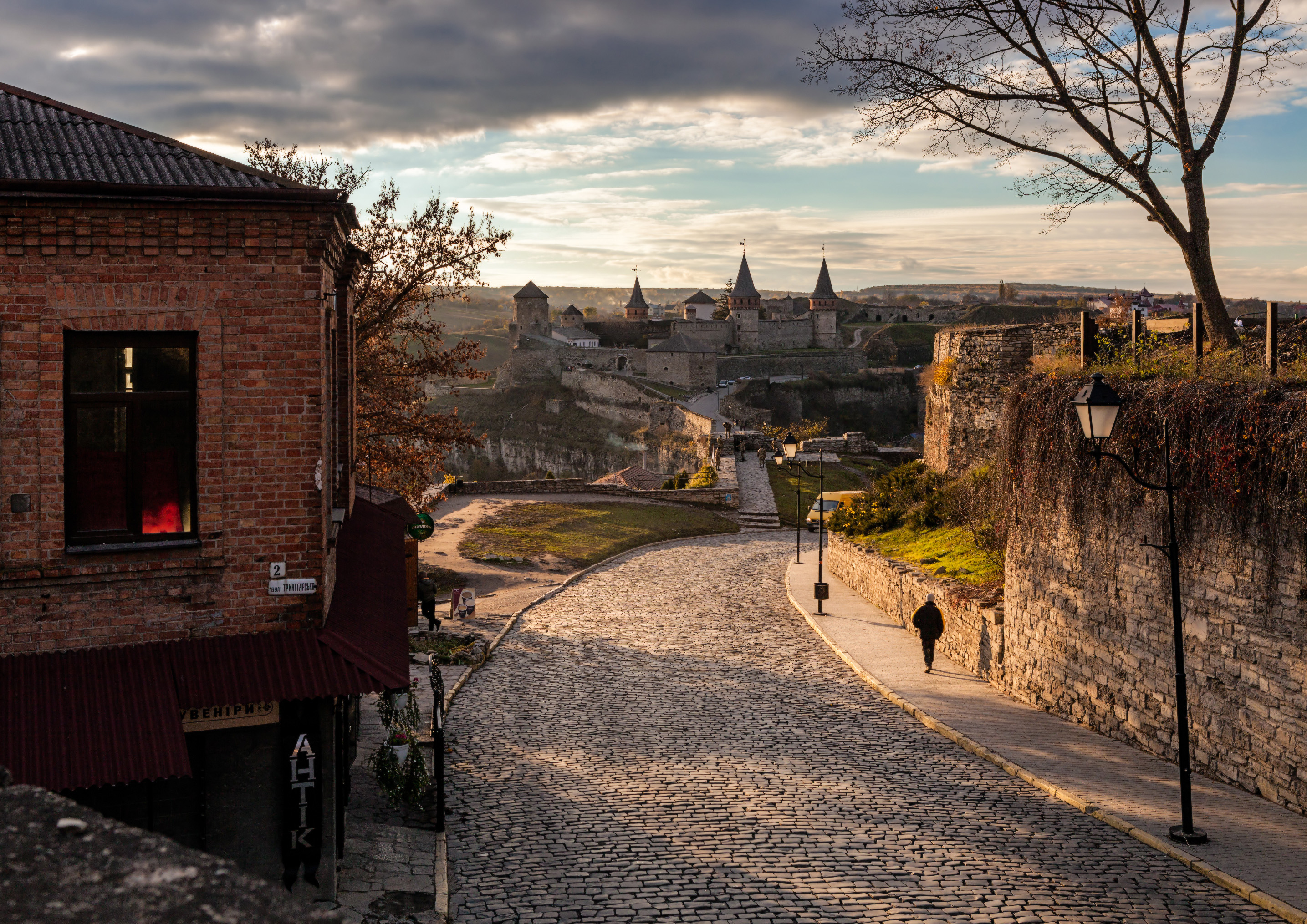

Si bien la mayoría de la población estuvo formada por polacos y ucranianos, el hecho que Kamianets-Podilski fuera siempre un centro comercial importante de la región le dio un carácter multiétnico y multirreligioso, con minorías importantes de judíos y armenios. Bajo el régimen soviético, las minorías étnicas sufrieron discriminaciones varias, y la mayoría de la población polaca que permaneció en la zona después de 1922 fue deportada a Siberia. Durante la Segunda Guerra Mundial, la ciudad fue tomada por la Wehrmacht a fines de 1941 y su minoría judía fue blanco de las políticas de exterminio nazi. Durante esa guerra, en sus cercanías se desarrolló la Batalla de Kamianets-Podilski en 1944, y tras la contienda la ciudad se reintegró en la República Socialista Soviética de Ucrania.

## Actualidad
Kamianets-Podilski es famosa en Ucrania por su antigua fortaleza. Desde 1998 la ciudad tiene importancia como centro turístico con el festival anual Kozats'ki zabavy ("Juegos Cosacos"), que incluye la corrida de automóviles y varias actividades de música, arte y teatro, lo cual atrae a cerca de 140.000 turistas y estimula la economía local, así como campeonatos de globo aerostático realizados frecuentemente en la ciudad.

## Ciudades Hermanadas
- Przemyśl, Polonia